# Somewhere to Elsewhere
Somewhere to Elsewhere è il quattordicesimo album in studio (il ventesimo complessivamente) dei Kansas, pubblicato nel 2000.

## Tracce
1. Icarus II – 7:17
2. When the World Was Young – 5:50
3. Grand Fun Alley – 4:38
4. The Coming Dawn (Thanatopsis) – 5:44
5. Myriad – 8:55
6. Look At The Time – 5:37
7. Disappearing Skin Tight Blues – 7:02
8. Distant Vision – 8:48
9. Byzantium – 4:15
10. Not Man Big – 8:39
11. Mystery Track – 1:24

## Formazione
- Phil Ehart - batteria
- Billy Greer - basso, voce
- Dave Hope - basso (tracce 2 e 6)
- Kerry Livgren - chitarra, tastiera
- Steve Walsh - tastiera, voce
- Robby Steinhardt - violino, voce
- Rich Williams - chitarra